# Carpats serbis
Els Carpats serbis (serbi: Српски Карпати, Srpski Karpati) són un massís situat a l'est de Sèrbia situada a l'Europa central. El seu cim més alt és el Midžor, que culmina a 2.169 msnm.
Constitueixen l'extensió de les muntanyes dels Carpats a través del Danubi, connectant-les amb la Serralada dels Balcans al sud-est. S'estenen en direcció nord-sud a l'est de Sèrbia, a l'est de la vall de la Gran Morava, a l'oest de la vall de Beli Timok i al nord de la vall del riu Nišava. Les muntanyes tenen entre 800 i 1500 m d'alçada i estan dominades per característiques geològiques de pedra calcària càrstica, la més alta és la muntanya Rtanj (1.565 m).

## Geologia
Tota la part de Sèrbia a l'est dels rius Gran Morava i Moràva meridional s'anomena "arc carpato-balcànic" en terminologia geotectònica. La regió està formada per roques d'edat Proterozoica a Quaternària. Les calcàries i dolomies (en menor mesura) del Juràssic (J2, J3) i del Cretaci inferior (K1+2, K3+4) d'edat, el gruix de les quals pot ser superior als 1.000 m. Les estructures s'orienten generalment en direcció nord-sud, que es dobleguen a les parts nord i sud, formant un arc en forma de C.
Tot i que aquestes muntanyes estan relacionades amb els Carpats des del punt de vista geològic, els científics només les han inclòs a finals del segle xx. En el passat, aquestes muntanyes es van incloure per error a la Serralada dels Balcans.

## Demografia
Sèrbia oriental és una de les zones més escassament poblades dels Balcans. Gran part de la població es dedica a la cria nòmada d'ovelles. La població és mixta de serbis i valacs.Compta amb poques infraestructures i llargues distàncies entre les ciutats. La regió està subjecta a una major despoblació: entre els censos de 1991 i 2002, els municipis de Bor i Majdanpek van perdre 3.500 residents cadascun, Negotin en va perdre 5.500, Zaječar en va perdre 5.000 i Knjaževac 6.500.